# Distrikt Villa Rica
Der Distrikt Villa Rica liegt in der Provinz Oxapampa in der Region Pasco in Zentral-Peru. Er wurde am 27. November 1944 gegründet. Der Distrikt hat eine Fläche von 859,23 km² (nach anderen Quellen: 788 km²). Im Distrikt wurden beim Zensus 2017 17.274 Einwohner gezählt. Im Jahr 1993 lag die Einwohnerzahl bei 14.739, im Jahr 2007 bei 18.619. Verwaltungssitz ist die auf einer Höhe von 1470 m gelegene Stadt Villa Rica mit 11.036 Einwohnern (Stand 2017).

## Geographische Lage
Der Distrikt Villa Rica liegt an der Ostflanke der Cordillera Yanachaga im Süden der Provinz Oxapampa. Der südwestliche Teil des Distrikts wird nach Süden über den Río Perené, der nordöstliche Teil nach Norden über den Río Palcazú entwässert.
Der Distrikt Villa Rica grenzt im Westen an den Distrikt Oxapampa, im Norden an den Distrikt Palcazú, im Osten an den Distrikt Puerto Bermúdez sowie im Süden an die Distrikte Perené und San Luis de Shuaro (beide in der Provinz Chanchamayo).

## Ortschaften im Distrikt
Neben Villa Rica gibt es folgende größere Orte im Distrikt:
- San Juan de Cacazu (672 Einwohner)
- San Miguel de Eneñas (1207 Einwohner)